# Run-D.M.C. (альбом)
Run-D.M.C. — дебютный студийный альбом американской рэп-группы Run-D.M.C., выпущенный 27 марта 1984 года лейблом Profile Records. Альбом был спродюсирован Расселлом Симмонсом и Ларри Смитом.
Альбом считался новаторским для своего времени, представляя более жёсткую, более агрессивную форму хип-хопа. Скудные биты и агрессивные рифмы альбома резко контрастировали с лёгким фанки-звучанием, популярным в то время в хип-хопе. Благодаря этому альбому музыкальные критики стали считать группу пионером ньюскульного хип-хоп-движения середины 1980-х годов.
Run-D.M.C. достиг 53 места в чарте Billboard 200 и 14 места в чарте Top R&B/Hip Hop Albums в американском журнале Billboard. Является первым рэп-альбомом, который был сертифицирован как «золотой» (17 декабря 1984 года).
Альбом содержит 5 синглов, которые попали в чарты журнала Billboard: «It’s Like That», «Hard Times», «Rock Box», «30 Days» и «Hollis Crew». Первый сингл с этого альбома «It’s Like That», выпущенный 12 марта 1983 года, своим тоном социального протеста (безработица, инфляция) открыл новую страницу в истории хип-хопа. Песня «It’s Like That» считается первой хип-хоп-песней, записанной в жанре хардкор-рэп и в стиле ньюскул. «Sucker M.C.’s» является одним из первых дисс-треков, а «Rock Box» считается первой песней в жанре рэп-рок.
Альбом был переиздан на лейбле Arista Records в 1999 и 2003 году, расширенное ремастеринговое издание вышло в 2005 году и содержало 4 ранее неизданных песни.

## Об альбоме
Выпущенный весной 1984 года, альбом Run-D.M.C. оказал такое же влияние на поколение хип-хопа, что и альбом Meet The Beatles! на поколение рок-музыки. Он одновременно объявил о новой группе, новом звучании, новом взгляде и новом отношении. С этого момента вся история хип-хопа была разделена на до-Run-D.M.C. и после-Run-D.M.C.. Оглядываясь назад, всё, что потом делали «Короли из Куинса», было доработкой того, чего они уже достигли как трио будучи 20-летними с классическими хитами, такими как «It’s Like That», «Sucker M.C.’s» и «Rock Box».
Музыка на альбоме была создана группой Orange Krush при помощи драм-машины Oberheim DMX и яростных скретчей Джем Мастер Джея, смешанных в гитарном рифе.
Альбом посвящён памяти DJ June Bug (1958—1983), одному из величайших диджеев мира, который работал диджеем в клубе Disco Fever в Бронксе, приторговывая при этом наркотиками.

## Синглы
Но перед выходом самого альбома вышла небольшая серия очень влиятельных синглов Run-D.M.C.. Хотя все эти песни в конечном итоге оказались на альбоме, полезно рассказать о них в том порядке, в котором они появились на свет.

### It’s Like That / Sucker MC’s
Первым синглом Run-D.M.C. был «It’s Like That» / «Sucker MC’s». Он был спродюсирован, как и все песни на первых двух альбомах группы, Расселлом Симмонсом и Ларри Смитом. Расселл был менеджером новаторского рэпера Кёртиса Блоу и старшим братом молодого рэпера по имени Ран. Ларри был композитором музыки для главных хитов Кёртиса. Пара объединилась, чтобы начать выпускать записи пару лет до выхода альбома, объединившись в убеждении, что рэп-записи того времени не были верны звучанию рэпа, так как тогда рэп исполняли в парках и ночных клубах молодого чёрного Нью-Йорка. «Эти записи просто не показывали хип-хоп таким, каким мы его знали», — говорит Ларри.
В музыкальном плане песня «It’s Like That» — это версия Ларри песни Африки Бамбаатаа «Planet Rock», которая была очень популярной в 1982 году. «'Planet Rock' чувствовала себя хорошо», — говорит Ларри. «Каждый раз, когда появлялась эта запись, все подпрыгивали». К сожалению — или нет — у Ларри не было доступа к высококлассному студийному оборудованию, которое продюсер Артур Бейкер использовал для создания «Planet Rock». Прислушиваясь к его записи в 2005 году, Ран засмеялся и сказал: «Наша версия для района. Мы сделали плохую, грязную версию 'Planet Rock'. Но тоже невинную.»
Лирически «It’s Like That» является менее геттоцентричной версией песни «The Message» Мелле Мела, которая, как и «Planet Rock», была также огромным рэп-хитом в 82-м. «Ран и Ди не были малолетними грабителями», — говорит Ларри, который вырос, как Расселл и Run-D.M.C., в рабочем классе, афро-американском сообществе Холлиса. «Они ходили в школу. У них были родители, которые старались изо всех сил, чтобы дать своим детям лучшее, что они могли. Расселл знал всё это и не пытался превратить Рана и Ди в то, чем они не были».
Ран вспоминает: «В то время я писал много рифм на заказ. Расселл велел мне написать что-то более коммерческое. Поэтому я подумал, что просто расскажу детям, какой мир есть на самом деле, и как усовершенствовать себя». Застряв на вдохе в середине песни, Ран обратился за помощью к своему приятелю детства Дэррилу МакДэниелсу, известному как рэпер DMC. Лирика Ди состоит из непринужденной, самодовольной лекции для бесперспективной молодежи: «Тебе нужно было ходить в школу / Ты бы научился ремеслу / Но ты лежал в постели, где лежат бездельники / Теперь ты всё время плачешь, что тебе недоплачивают…»
Затем команда обратилась к «Sucker M.C.’s», которую Ларри ретроспективно называет «настоящей хип-хоп-записью». Даже более скудная в музыкальном отношении, чем «It’s Like That», «Sucker M.C.’s» несёт броский маленький драм-бит, который впервые прозвучал в песне под названием «Action» группы Orange Krush (группа Ларри Смита, которая также была сценической группой Кёртиса Блоу). Расселл решил переработать ритм «Action» для «Sucker M.C.’s».
Это был Ран, кто придумал название песни. «'Sucker M.C.’s' стала новым выражением на улице», — говорит он. — «И в тот момент, когда любая новая броская фраза выходила на улицу, до того, как она становилась жаркой, я старался поместить её в песню». Расс доверял инстинктам Рана. «Просто обязательно упомяни в песне группу Orange Krush и скажи им, куда ты ходишь в школу», — сказал он своему младшему брату. Рифма Рана — наполовину миф о сотворении мира («Я прошёл тест, чтобы стать эМСи…») и наполовину разрушительный дисс («Ты — сосунок эМСи, и ты — мой фанат»). DMC хвастается, что посещает Университет Сент-Джонс и живёт в Куинсе. Но, в сущности, оба они сосредотачивают внимание на том, что, по мнению DMC, является единственным настоящим предметом эМСи: на себе.
Обе песни, «It’s Like That» и «Sucker M.C.’s», были записаны без участия Джейсона Майзелла за одну январскую ночь 1983 года.
Сингл был выпущен крошечным нью-йоркским инди-лейблом под названием Profile Records 12 марта 1983 года. В течение предыдущих трёх с половиной лет рэп на радио определялся высоким настроением и блестящим блеском записей, которые выходили на лейбле Sugar Hill. В противовес этому, «It’s Like That» — ничто иное, как биты и рифмы, такие суровые, холодные и агрессивные, как и пощёчина по лицу. Записи потребовалось несколько недель, чтобы захватить эфир, но вскоре её уже было не остановить. По словам Кори Роббинса, президента Profile Records, 40 процентов R&B радиостанций того времени придерживались строгой политики запрета рэпа, как и 100 % поп-радиостанций. Те немногие станции, которые действительно давали этой записи шанс — обычно ставили её во время рэп-«микс-шоу» среди ночи — обнаружили, что их телефоны звонили весь день. Довольно быстро программный директор был вынужден перевести песню в обычную ротацию.
Но радио в те дни не было основным передатчиком рэпа. Было небольшое, но преданное сообщество фанатиков хип-хопа на уровне улиц, которые унюхивали новые крутые названия, как могли. «Sucker M.C.’s» управлял бит-боксами, которые держали би-бои в моём районе Бруклина", — писал Грег Тейт в 1984 году о лете 83-го. Новая команда также сразу же вызвала отклик у некоторых наиболее настроенных критиков и музыкальных изданий того времени.
В июне 1983 года, составляя статью для газеты The Village Voice, Гэри Джардим назвал «It’s Like That» «хип-хоповым припевом сезона», отметив: «Сочетание берущей на таран перкуссии и грубого вокала оказалось успешным как сочетание полиритмичного танца и хард-рока». К концу его запуска сингл был продан тиражом более 250 тысяч экземпляров, став самым большим хитом в истории Profile Records.
Почти сразу Run-D.M.C. пришлось отправиться в тур. Ран позвонил своему старому напарнику по баскетбольной команде и приятелю — диджею Джейсону Майзеллу, который выступал под именем Jazzy Jase (с англ. — «Джаззи Джейс»). «Мы собирались сыграть наше первое шоу в Северной Каролине через две недели, и нам нужно было потренироваться!» сказал он. Группа начала безостановочно гастролировать находясь на заголовках афиш, озаглавленных лучшими фанк-группами того времени. Оказалось, что трио было невероятно захватывающим на концерте. Они не только звучали так же хорошо или лучше, чем их записи, но и выглядели великолепно. Одевшись в спортивную и повседневную одежду, предпочитаемую уличными хастлерами Холлиса, группа в итоге обучила своих новых поклонников моде би-боев, а также музыке би-боев.

### Hard Times / Jam Master Jay
В декабре 1983 года лейбл Profile выпустил второй сингл Run-D.M.C., «Hard Times» / «Jam Master Jay». Как и первый сингл, новый сингл содержал рэп-«послание» на первой стороне сингла и би-бой гимн на второй стороне. По словам Ларри Смита, сходство не является случайным совпадением: "Рассел сказал: « Мы продали его уже однажды. Давайте сделаем это снова и заработаем ещё один доллар!'» «Hard Times»- это ремейк песни Кёртиса Блоу 1980 года. Вторая сторона сингла построена на том же бите, что и «Sucker MC’s», и является данью Run-D.M.C. их диджею и человеку-оркестру, недавно названному DMC «Jam Master Jay, Big Beat Blaster».
«'Hard Times' был в почёте на юге», вспоминает Ран. «Мы отправлялись на юг и убивали всех этой песней в чёрном сообществе». Более того, запись была в почёте везде, и в итоге она оказалась даже выше в чарте «Black Singles» журнала Billboard, чем песня «It’s Like That».

### Rock Box
После этих двух успешных синглов, Profile решил выпустить альбом от Run-D.M.C.. Это будет первый альбом для рэперов и для лейбла, который до этого момента был сосредоточен исключительно на 12-дюймовых синглах. Через 3 недели после выхода альбома, 27 марта 1984 года, лейбл выпустил третий сингл Run-D.M.C. Сингл содержал рэп-рок гибрид под названием «Rock Box», который действительно открыл для них новые возможности. Это была идея Ларри Смита. «Это моя идея», — говорит Ларри. «Расселлу было безразлично на рок-н-ролл. Ран не хотел иметь с этим ничего общего». Невзирая на это, Ларри пригласил своего друга, Эдди Мартинеса, сыграть на гитаре (ещё один житель Холлиса, Эдди только недавно гастролировал как участник группы Blondie). Запись имела огромный успех. Не только критики восхваляли песню до небес, но и MTV сделал её первым рэп-видео, когда-либо добавленным в их ротацию. В конце концов, конечно, Ран полюбил эту песню. «Это запись, которая сделала нас Хендриксом», говорит он. «Не 'King Of Rock'. Не 'Walk This Way'. Это та самая запись, которая вытащила нас из района».
Песня «Rock Box» считается первой песней в жанре рэп-рок. D.M.C. однажды прокомментировал этот факт: «'Rock Box' стал первой рэп-рок-записью. Эдди Мартинес со своей гитарой снялся в нашем клипе, который попал на MTV. Наш продюсер Ларри Смит придумал эту идею. Люди забывают о Ларри Смите, но Ларри Смит владел хип-хопом и рэпом. Он спродюсировал наши первые 2 альбома, и он продюсировал альбомы группы Whodini. Рэп-рок-звучание — это была концепция Ларри Смита, а не Рика Рубина. Рик изменил историю, но Ларри был там первым. Вообще-то, я и Ран были против гитары. Мы сделали 2 версии 'Rock Box', потому что мы не хотели, чтобы гитарная версия играла в кварталах. Но когда DJ Red Alert поставил 'Rock Box' на радиошоу, чёрным людям понравилась гитарная версия больше, чем хип-хоп-версия».

### Другие песни
«30 Days», ставшая четвёртым синглом группы, — это песня о влюблённом человеке с гарантией возврата денег. В соавторстве с Дэниелом Симмонсом (отец Расселла и Рана) и Дж. Б. Муром (сопродюсер Кёртиса Блоу), это одна из немногих песен в каталоге Run-D.M.C., которая посвящена женщинам.
Песня «Hollis Crew» может похвастаться тем, что может быть самым продолжительным и щедрым напутствием от Run-D.M.C., предлагая детям повсюду отождествлять себя с группой и их успехом: «Теперь то, что я делаю, делает меня звездой, и вы тоже можете быть мной, если вы знаете, кто вы такой.»
Ран описывает песню «Wake Up» как «видение Мартина Лютера Кинга» расовой справедливости. Песня была написана Раном совместно с его другом Дэнни Уайтбоем, «единственным белым мальчиком в Холлисе».
Песня «Jay’s Game» — виртуозный скрэтчевый инструментал, эквивалент великой песне Грэндмастера Флэша «Adventures On The Wheels Of Steel». «Ди, и я, вероятно, думали, что это будет простой добивкой к альбому, потому что на ней даже не было рэпа», — говорит Ран. «Но песня оказалась спасителем альбома для нас. Бит такой классный!»
Выпущенный всего через год после выхода их первого сингла, альбом Run-D.M.C. укрепил репутацию группы во главе рэпа. «Они выглядят как местные ребята, которые сделают следующий прорыв в хип-хопе в американское поп-сознание, не думая о компромиссе или давая пощады», — написал Грег Тейт. Оглядываясь назад, всё, что они делали с тех пор, было доработкой того, чего они уже достигли как трио будучи 20-летними.

## Появление на MTV
Летом 1984 года видеоклип на песню «Rock Box» попал в ротацию на MTV. Это был самый первый клип в жанре рэп, показанный на MTV. Клип был снят в известном нью-йоркском панк-клубе Danceteria. В клипе все участники группы были одеты в фирменный стиль группы: чёрные шляпы Kangol, чёрные джинсы Lee, чёрные футболки и кожаные куртки, белые кроссовки Adidas, золотые цепочки, и, как всегда, на D.M.C. были его традиционные очки.

## Появление в фильмах
Песня «It’s Like That» была исполнена на сцене в фильме «Краш Грув», в котором участники Run-D.M.C. сыграли главную роль в апреле 1985 года.

## Публикации в изданиях
| Издание           | Страна         | Похвала                                                                     | Год  | Позиция |
| ----------------- | -------------- | --------------------------------------------------------------------------- | ---- | ------- |
| The Observer      | Великобритания | 50 альбомов, которые изменили музыку                                        | 2006 | 40      |
| NME               | Великобритания | 101 альбом, который нужно услышать прежде, чем ты умрёшь                    | 2014 | 25      |
| Rolling Stone     | США            | 100 лучших альбомов 80-х годов                                              | 1989 | 51      |
| Spin              | США            | 25 величайших альбомов всех времён                                          | 1989 | 11      |
| The Source        | США            | 100 лучших рэп-альбомов                                                     | 1998 | -       |
| The Source        | США            | Альбомы с рейтингом 5 микрофонов                                            | 1998 | -       |
| The Source        | США            | 100 лучших рэп-синглов                                                      | 1998 | -       |
| Ego Trip          | США            | 25 величайших хип-хоп-альбомов 1979-85 года                                 | 1999 | 1       |
| Rolling Stone     | США            | 500 величайших альбомов всех времён                                         | 2003 | 242     |
| Spin              | США            | Десять причин, по которым мы хотели бы, чтобы журнал Spin начал в 1984 году | 2005 | 7       |
| Beats Per Minute  | США            | 100 лучших альбомов 1980-х годов                                            | 2011 | 73      |
| bLisTerd          | США            | 100 лучших альбомов 1980-х годов                                            | 2012 | 54      |
| Rolling Stone     | США            | 100 лучших дебютных альбомов всех времён                                    | 2013 | 26      |
| Rolling Stone     | США            | 40 самых новаторских альбомов всех времён                                   | 2014 | -       |
| XXL               | США            | 40 лет хип-хопа: 5 лучших альбомов по годам                                 | 2014 | -       |
| DigitalDreamDoor  | США            | 10 лучших рок-альбомов 1984 года                                            | 2014 | 4       |
| DigitalDreamDoor  | США            | 100 величайших альбомов 1984 года                                           | 2014 | 4       |
| Uncut             | США            | 50 величайших нью-йоркских альбомов                                         | 2015 | 33      |
| DigitalDreamDoor  | США            | 100 величайших рэп-, хип-хоп-альбомов                                       | 2017 | 34      |
| DigitalDreamDoor  | США            | 200 величайших рок альбомов                                                 | 2017 | 143     |
| Complex           | США            | Лучшие рэп-альбомы 80-х                                                     | 2017 | 37      |
| Complex           | США            | Лучший хип-хоп-продюсер, живущий когда-либо, каждый год с 1979 года         | 2018 | -       |
| The Village Voice | США            | Pazz & Jop: 10 лучших альбомов по годам, 1971—2017                          | 2018 | 10      |

## Список композиций
Информация о семплах была взята с сайта WhoSampled.
| # | Название                         | Сэмпл(ы)                                                                                         | Длительность |
| - | -------------------------------- | ------------------------------------------------------------------------------------------------ | ------------ |
| 1 | «Hard Times»                     | - Кавер-версия песни Kurtis Blow — «Hard Times» (1980)                                           | 3:52         |
| 2 | «Rock Box»                       | - Run-D.M.C. — «Sucker M.C.’s» (1983)                                                            | 5:30         |
| 3 | «Jam-Master Jay»                 | - The Magic Disco Machine — «Scratchin’» (1975) - Cerrone — «Rocket in the Pocket» (Live) (1978) | 3:11         |
| 4 | «Hollis Crew (Krush-Groove 2)»   |                                                                                                  | 3:12         |
| 5 | «Sucker M.C.’s (Krush-Groove 1)» | - Lovebug Starski — «Live At The Disco Fever» (1982)                                             | 3:12         |
| 6 | «It’s Like That»                 |                                                                                                  | 4:50         |
| 7 | «Wake Up»                        |                                                                                                  | 5:31         |
| 8 | «30 Days»                        |                                                                                                  | 5:47         |
| 9 | «Jay’s Game»                     | - Run-D.M.C. — «It’s Like That» (1984) - Run-D.M.C. — «Jam-Master Jay» (1984)                    | 4:25         |

### Дополнительные песни
| #  | Название                                | Описание | Длительность |
| -- | --------------------------------------- | --- | ------------ |
| 10 | «Rock Box (B-Boy Mix)»                  | - Песня была записана 10 января 1984 года. - Ранее не издавалась. - Гитара: Eddie Martinez - «Rock Box» был третьим синглом, выпущенным Run-D.M.C.. Эта версия никогда не была в продаже. | 5:53         |
| 11 | «Here We Go (Live At The Funhouse)»     | - Песня была записана 5 августа 1983 года. - Записано Randy Murray - Песня ранее выходила на виниловом сингле в 1985 году - Песня также выходила на сборнике Ultimate Run-D.M.C. (2003) - The Funhouse (пересечение 25-й улицы и 10-го авеню) был влиятельным местом для ранней танцевальной сцены Нью-Йорка, поставляя диско и хаус. Чаще всего клуб посещали дети из среднего класса из соседних районов и Нижнего Манхэттена. Рэнди Мюррей был диджеем клуба, а также музыкальным тестером Расселла Симмонса. Когда песни были новыми, они оценивали реакцию толпы, чтобы увидеть, будет ли она успешной. 12-дюймовый сингл никогда не был в продаже и был выпущен только для раскрутки определённых диджеев. Песня стала одной из самых востребованных хип-хоп-записей. | 4:06         |
| 12 | «Sucker M.C.’s (Live on Graffiti Rock)» | - Песня была записана на шоу Graffiti Rock в 1984 году. - Видеозапись была выпущена на DVD Майкл Холман представляет «Граффити-рок и другие прелести хип-хопа» - Ранее не издавалась на компакт-дисках. - Graffiti Rock Майкла Холмана было первым телешоу о хип-хоп-культуре, охватывающем всё от музыки, моды и брейк-данса. Пилотный выпуск транслировался на 80 рынках и никогда не был выбран для синдикации. Эта версия «Sucker M.C.’s» была исполнена в прямом эфире на шоу. Среди других исполнителей были Kurtis Blow, The Treacherous Three (Kool Moe Dee, L.A. Sunshine & Special K), Debi Mazar, Prince Vince (Vincent Gallo) и группа NYC Breakers. | 3:25         |
| 13 | «Russell & Larry Running At The Mouth»  | - Песня была записана 30 января 1984 года. - Ранее не издавалась. - Ларри Смит и Расселл Симмонс попали на плёнку, говоря об «этой новой форме искусства» в слегка изменённой инструментальной версии песни «Jam-Master Jay». | 4:37         |

## Участники записи
- Дэррил МакДэниелс — вокал
- Джейсон Майзелл — скрэтчи, перкуссия, клавишные
- Джозеф Симмонс — вокал

### Дополнительные музыканты
- Эдди Мартинес — гитара («Rock Box»)

### Технический состав
- Орандж Краш — композитор
- Дэви «ДиЭмЭкс» Ривз (Орандж Краш) — гитара, драм программирование
- Ларри Смит (Орандж Краш) — продюсер, драм программирование, бас, клавишные
- Стив Лоуб (Орандж Краш) — клавишные
- Расселл Симмонс — продюсер
- Родди Хаи — инженер, ассистент продюсера
- Диджей Старчайлд — сведение («Rock Box»)
- Херб Пауэрс младший — мастеринг
- Тревор Грин — фотограф
- Дик Смит — арт-дирекция
- Си Адамс — типографика (надписи от руки)

## Чарты

### Еженедельные чарты
| Чарт (1984)                            | Высшая позиция |
| -------------------------------------- | -------------- |
| США (Billboard 200)                    | 53             |
| США (Billboard Top R&B/Hip-Hop Albums) | 14             |

### Синглы
| 1983 | «It’s Like That»                | 15 |    |
| 1984 | «Hard Times» / «Jam Master Jay» | 11 | 65 |
| 1984 | «Rock Box»                      | 22 | 26 |
| 1984 | «30 Days»                       | 16 |    |
| 1984 | «Hollis Crew»                   | 65 |    |

## Сертификации
| Регион | Сертификация | Продажи  |
| --- | ------------ | -------- |
| США (RIAA) | Золотой      | 500,000^ |
| * Данные о продажах приведены только на основе сертификации. ^ Данные о тиражах приведены только на основе сертификации. |              |          |